# S2 Games
S2 Games foi uma desenvolvedora de games fundada por Marc "Maliken" DeForest, Jesse Hayes e Sam McGrath, com sede em Rohnert Park, Califórnia. Eles também tinham um local de desenvolvimento em Kalamazoo, Michigan.
O primeiro projeto da empresa foi Savage: The Battle for Newerth, lançado em 2003. Este lançamento recebeu uma sequência, Savage 2: A Tortured Soul, em janeiro de 2008.

## História
Seu primeiro projeto (com estratégia em tempo real, jogo de tiro em terceira pessoa e RPG), Savage: The Battle for Newerth, citado a cima foi lançado no verão de 2003,  ele e sua sequência foram são desenvolvidos e distribuídos de forma independente. Sua terceira parcela da série Savage, Heroes of Newerth, fortemente baseada em Defense of the Ancients, foi lançada em 12 de maio de 2010.
Em 2015, a S2 Games vendeu os direitos de Heroes of Newerth para Garena para focar em Strife, seu MOBA de segunda geração.
Garena posteriormente transferiu Heroes of Newerth para Frostburn Studios, uma subsidiária da Garena com sede em Kalamazoo, Michigan.

## Títulos
- Savage: The Battle for Newerth (2003) (Microsoft Windows, Mac OS X, Linux)
- Savage 2: A Tortured Soul (16 de Janeiro, 2008) (Microsoft Windows, Mac OS X, Linux)
- Heroes of Newerth (2010) (Microsoft Windows, Mac OS X, Linux)
- Strife (2014) (Microsoft Windows, Mac OS X)

## Eventos
- Em 2003, a S2 Games lançou Savage: The Battle for Newerth, seu primeiro jogo comercial. Em 2004, três ex-funcionários da S2 Games deixaram a empresa para formar a Offset Softwar.  Em 2006, a S2 Games relançou Savage: The Battle for Newerth, como freeware.  Em 2008, a S2 Games lançou Savage 2: A Tortured Soul.  Em 2009, a S2 Games relançou Savage 2: A Tortured Soul como freeware.  Em 2010, a S2 Games lançou Heroes of Newerth.  Em 2011, a S2 Games relançou Heroes of Newerth como freeware/free-to-play.  Em 2012, a S2 Games tornou todos os heróis de Heroes of Newerth totalmente gratuitos para jogo online.  Em 2012, mais de 10 milhões de contas de usuários de Heroes of Newerth foram registradas.  Em 2013, a S2 Games anunciou Strife, um próximo "MOBA de segunda geração".  Em 2015, a S2 Games vendeu a propriedade de Heroes of Newerth de sua gravadora para as mãos da Garena e da Frostburn Studios.  Em 2017, Savage Resurrection foi relançado em um modelo free-to-play.  Em 2018, os servidores Strife e Brawl of Ages foram desligados e a S2 Games foi silenciosamente fechada.